# Khương Dừa
Trần Thế Khương (sinh ngày 23 tháng 2 năm 1984, được biết đến với nghệ danh Khương Dừa) là đạo diễn, nhà sản xuất chương trình, YouTuber kiêm ca sĩ người Việt Nam. Không chỉ nổi tiếng qua kênh YouTube với hơn 4,33 triệu người đăng ký, Khương Dừa còn được biết đến với vai trò tổng đạo diễn các chương trình của Điền Quân Media & Entertainment như Thách thức danh hài, Đấu trường tiếu lâm, Giọng ải giọng ai, Hát mãi ước mơ...

## Sự nghiệp
Khương Dừa sinh ra và lớn lên ở tỉnh Bến Tre. Hiện anh là phó tổng giám đốc, giám đốc sáng tạo, tổng đạo diễn các chương trình của Điền Quân Media & Entertainment. Ngoài việc đảm nhận vai trò sản xuất game show truyền hình, Khương Dừa còn tham gia sản xuất các lĩnh vực khác như tin tức, kinh tế – xã hội, công nghệ, văn hóa, giải trí, tài liệu, ký sự, ẩm thực cho đến phim điện ảnh và phim truyền hình. Anh còn diễn thuyết, chia sẻ kinh nghiệm của mình về lĩnh vực truyền hình, Youtube tại trường Đại học tại Việt Nam.
Bên cạnh đó, Khương Dừa còn sở hữu riêng kênh YouTube với hơn 4,3 triệu lượt đăng ký. Nội dung kênh đa dạng các chủ đề về đời sống xã hội, con người với những mảnh đời bất hạnh, những món ăn miền quê và chia sẻ những nội dung hậu trường hài hước, độc lạ của các chương trình truyền hình, phim ảnh nổi tiếng tại Việt Nam.
Tính đến ngày 17 tháng 10 năm 2021, kênh 
YouTube của Khương Dừa có 4,33 triệu người đăng ký và hơn 2,1 tỷ lượt xem. Hiện nay Khương Dừa là một trong những YouTuber Việt có doanh thu cao nhất. Doanh thu hàng tháng theo thống kê của Social Blade đạt từ 14 nghìn USD đến 235 nghìn USD.